# 湖北大脐蜗牛
湖北大脐蜗牛（学名：Aegista hupeana），是柄眼目扁蜗牛科盾蜗牛属的一种。主要分布于中国大陆，常栖息在较潮湿温暖的南方一带，灌木丛，草丛中，落叶，石块下。